# Segelfluggelände Altenbachtal

i7
i11
i13
Das Segelfluggelände Altenbachtal liegt im Ortsteil Obernau der kreisfreien Stadt Aschaffenburg in Bayern, etwa 6 km südlich des Zentrums von Aschaffenburg.

## Flugbetrieb
Das Segelfluggelände ist mit einer 600 m langen und 30 m breiten Start- und Landebahn aus Gras (Richtung 07/25) ausgestattet. Es findet Flugbetrieb mit Segelflugzeugen, Motorseglern und Ultraleichtflugzeugen statt. Der Start von Segelflugzeugen erfolgt per Flugzeugschlepp oder Windenstart. Der Halter und Betreiber des Segelfluggeländes ist der Flugsport-Club „Möve-1951“ Obernau/Main e. V.